# عكبر التاترا
عكبر التاترا (الاسم العلمي:Microtus tatricus) (بالإنجليزية: Tatra Vole)‏ هو نوع من الحيوانات يتبع جنس العكبر من الفصيلة القدادية.